# Lago Buch
El lago Buch (en alemán: Buchsee) es un lago situado en el distrito de Llanura Lacustre Mecklemburguesa, en el estado de Mecklemburgo-Pomerania Occidental (Alemania), a una altitud de 59 metros; tiene un área de 8.9 hectáreas.